# Ligia ferrarai
Ligia ferrarai là một loài chân đều trong họ Ligiidae. Loài này được Kersmaekers & Verstraeten miêu tả khoa học năm 1990.